# Maramandougou
Maramandougou es una ciudad y comuna del círculo de Kangaba, región de Kulikoró, Malí. Su población era de 14.485 habitantes en 2009.